# Rhinozeta
Rhinozetidae
Famille
Genre
Rhinozeta, unique représentant de la famille des Rhinozetidae, est un genre de Ciliés de la classe des Litostomatea et de l'ordre des Entodiniomorphida.

## Étymologie
Le nom de Rhinozeta est composé de rhino-, allusion au rhinocéros, dont cet organisme est commensal, et -zeta, qui est peut être un rappel de l'espèce Elephantophilus zeta, autre cilié de la famille des Polydiniellidae, dont le noyau est en forme de « Z » (zeta, par allusion à la 6e lettre de l'alphabet grecque zêta, ancêtre du Z de l'alphabet latin). Le macronoyau de Rhinozeta n'est cependant pas en « Z », mais en forme de bande allongée.

## Description
Les Rhinozetidae ont une petite taille ; une forme, ovoïde, aplatie. Ils nagent librement dans leur milieu de vie. Ils possèdes des touffes synciliaires (littéralement « regroupement de cils ») somatiques, non rétractables, apparaissant en trois à cinq bandes courtes sur les surfaces corporelles gauche et droite. Leurs plaques squelettiques sont en nombre et tailles variables. Leur ciliature orale est en zone adorale sur un cône rétractable. Leur macronoyau est en forme de bande allongée. Un micronoyau est présent. Leurs vacuoles contractiles sont au nombre de deux à six, situées entre le macronoyau et la surface cellulaire. Un cytoprocte est présent.

## Habitat et répartition
Les Rhinozetidae vivent dans des habitats terrestres, dans le cæcum et le côlon des rhinocéros.

## Liste des espèces
Selon l’AlgaeBase (5 mars 2024) et l’IRMNG (5 mars 2024) :
- Rhinozeta addoensis W. Van Hoven, F.M.C. Gilchrist & V.L. Hamilton-Attwell, 1988
- Rhinozeta caecalis W. Van Hoven, F.M.C. Gilchrist & V.L. Hamilton-Attwell, 1988
- Rhinozeta cristata W. Van Hoven, F.M.C. Gilchrist & V.L. Hamilton-Attwell, 1988
- Rhinozeta multiplata W. Van Hoven, F.M.C. Gilchrist & V.L. Hamilton-Attwell, 1988
- Rhinozeta rhinozeta W. Van Hoven, F.M.C. Gilchrist & V.L. Hamilton-Attwell, 1988
- Rhinozeta triciliata W. Van Hoven, F.M.C. Gilchrist & V.L. Hamilton-Attwell, 1988
- Rhinozeta unilaminata W. Van Hoven, F.M.C. Gilchrist & V.L. Hamilton-Attwell, 1988

## Systématique
Le genre Rhinozeta, ses sept espèces et la famille monogénérique des Rhinozetidae ont été décrits en 1988 par Wouter van Hoven (d), Frances M. C. Gilchrist (d) et Victor L. Hamilton-Attwell (d).

## Publication originale
- (en) W. Van Hoven, F.M.C. Gilchrist et V.L. Hamilton-Attwell, « A new family, genus and seven new species of Entodiniomorphida (Protozoa) from the gut of African rhinoceros », Journal of Protozoology, vol. 35,‎ février 1988, p. 92-97 (ISSN 0917-4427, e-ISSN 2375-0804, lire en ligne, consulté le 16 juillet 2023).